# Сюрногурт
Сюрногурт — деревня в Дебёсском районе Удмуртской республики.

## География
Находится в восточной части Удмуртии на расстоянии приблизительно 8 км на запад по прямой от районного центра села Дебёссы.

## История
Известна с 1873 года как деревня Ирымская (Сюрногурт) с 39 дворами. В 1905 году (уже Сюрногуртская) было учтено 32 двора, в 1924 (Сюрногурт) — 42 (27 удмуртских и 15 русских). До 2021 года являлась административным центром Сюрногуртского сельского поселения.

## Население
Постоянное население составляло 338 человек (1873), 293 (1905), 267 (1924), 566 человека в 2002 году (удмурты 70 %, русские 30 %), 530 в 2012.